# MC Miker G
Lucien Witteveen, beter bekend als MC Miker G, is een Nederlandse rapper. Samen met DJ Sven kreeg hij 1986 wereldwijde bekendheid met het nummer Holiday Rap. Witteveen rapt sinds 1984, waarmee hij tot de eerste generatie rappers van Nederland behoort.

## Biografie
Op 15-jarige leeftijd begon Witteveen geïnteresseerd te raken in de hiphopcultuur. Hij begon met beatboxen en te rappen op zelfgemaakte teksten en sloot zich aan bij breakdancegroepen als Jam Force en City Kids. Vanuit de term Microphone Genious ontstond het pseudoniem MC Miker G. Hij vormde destijds samen met deejay All Star Fresh het duo The Invisible Two. Met Engelstalige raps verzorgden ze optredens op verschillende podia. In 1986 bracht Witteveen in beperkte oplage zijn eerste single uit, getiteld First Attack. De single werd gunstig ontvangen door recensenten.
In 1986 ontmoette Witteveen diskjockey Sven van Veen in een Hilversumse discotheek. Voor de aardigheid besloten ze een demo te maken die gebaseerd was op Holiday van zangeres Madonna. Na positieve reacties besloot het duo onder de naam MC Miker G & DJ Sven de single Holiday Rap uit te brengen. Het nummer werd een zomerhit in 34 landen, waarbij het in Nederland de nummer 1-positie behaalde. De opvolger Celebration Rap werd een kleinere hit. In 1989 had het duo met Peter Koelewijn een hit met een hiphopversie van Kom van dat dak af. Het duo begon in 1987 aan een grote tournee maar besloot het al snel rustig aan te gaan doen.
Witteveen kwam in 1988 met de hit Nights over New York. Daarna bleef hij wel actief in de muziek maar had hij geen grote hits meer. In 1995 was hij gastmuzikant in een nummer van Ruth Jacott en in 1997 en 1998 speelde hij in Toss & Turn. Daarna raakte hij dakloos en verslaafd aan harddrugs zoals crack en heroïne.
Witteveen is ook nog te horen in de hit Da beat goes van Red 5. Zijn stem hierin is afkomstig uit een hit van Witteveen getiteld Show'm the Bass.
Eind 2007 dook Witteveen opeens weer op in de track 5% op het album van rapper Extince. Naar aanleiding hiervan werd hij uitgenodigd in het televisieprogramma De Wereld Draait Door, waarin hij aangaf nog altijd ambities te hebben in de hiphop, zodra hij weer zijn leven op orde zou hebben. Begin maart 2009 liet hij in hetzelfde televisieprogramma zien dat hij zijn muzikale activiteiten weer had opgepakt met het autobiografische nummer Gezien, dat hij maakte met zijn nieuwe rapformatie Lions Den, naast hemzelf bestaande uit de artiesten Dennis T, Klion en DJ C4.

## Discografie
| Single met eventuele hitnotering(en) in de Nederlandse Top 40 | Datum van verschijnen | Datum van binnenkomst | Hoogste positie | Aantal weken | Opmerkingen                      |
| ------------------------------------------------------------- | --------------------- | --------------------- | --------------- | ------------ | -------------------------------- |
| Holiday Rap                                                   | 1986                  | 06-07-1986            | 1               | 12           | -                                |
| Celebration Rap                                               | 1986                  | 06-12-1986            | 8               | 7            |                                  |
| Don't Let the Music Stop                                      | 1987                  | 06-06-1987            | 33              | 3            | -                                |
| Show'm the Bass                                               | 1990                  | 27-01-1990            | 24              | 4            | -.                               |
| Big House                                                     | 1990                  | 15-12-1990            | tip             | -            | -                                |
| Dance Your Ass Off                                            | 1992                  | 04-01-1992            | tip             | -            | Als MC Miker G. & Return to Zero |